# Emilia Rogucka
Emilia Rogucka, z d. Węsierska (ur. 18 czerwca 1984 w Starogardzie Gdańskim) – polska piłkarka ręczna, zawodniczka reprezentacji Polski grająca na pozycji prawoskrzydłowej.

## Życiorys
W młodości uprawiała akrobatykę sportową i lekkoatletykę. Piłkę ręczną zaczęła trenować w zespole Doraeko Starogard. Od 1999 była zawodniczką Nata AZS AWF Gdańsk. W sezonie 2001/2002, w którym gdański zespół zdobył brązowy medal mistrzostw Polski była jednak kontuzjowana, zdobyła natomiast jako zawodniczka rezerwowa brązowy medal w sezonie 2002/2003 ( pod koniec rozgrywek została przez klub zawieszona).  Odeszła z tego klubu po sezonie 2002/2003. Po przerwie związanej z macierzyństwem została w 2004 zawodniczką Łącznościowca Szczecin, występowała w tym zespole do 2006. W latach 2006–2009 występowała w I-ligowej niemieckiej drużynie FHC Frankfurt/oder. W kolejnych latach grała w klubach niższych lig z Niemiec (HSG Hattorf/Schwiegershausen (2009/2010), po przekształceniu HSG Osterode/Harz (2010/2011 i 2012/2013), TSG Ober-Eschbach (2013/2014)) i Luksemburga (Roude Leiw Bascharage (2011/2012) i po zmianie nazwy Handball Käerjeng (od 2015)). Z tym ostatnim klubem występowała w latach 2019-2021 w europejskich pucharach, odeszła z niego w 2022.
Była powoływana do reprezentacji Polski juniorek. W 2003 znalazła się w szerokiej kadrze młodzieżowej reprezentacji Polski przed eliminacjami do młodzieżowych mistrzostw świata. W reprezentacji Polski seniorek wystąpiła w latach 2006-2008 w 22 spotkaniach, zdobywając 34 bramki. Zagrała m.in. w meczach eliminacji mistrzostw Europy w 2006 przeciwko Litwie (27.05 i 3.06.2006), przegranych eliminacjach do Igrzysk Olimpijskich w 2008 (28.03.2008 przeciwko Węgrom, 29.03.2008 przeciwko Japonii) oraz meczu eliminacji mistrzostw świata w 2008 (25.11.2008 przeciwko Łotwie).
Z akademicką reprezentacją Polski zdobyła brązowy medal akademickich mistrzostw świata w 2012.